# Callaeum psilophyllum
Callaeum psilophyllum là một loài thực vật có hoa trong họ Malpighiaceae. Loài này được (A.Juss.) D.M.Johnson mô tả khoa học đầu tiên năm 1986.